# Ochi (district in Shimane)
Ochi (邑智郡, Ōchi-gun) is een district van de Japanse prefectuur Shimane.
Op 1 april 2009 had het district een geschatte bevolking van 21.501 inwoners en een bevolkingsdichtheid van 26,6 inwoners per km². De totale oppervlakte bedraagt 808,53 km².

## Dorpen en gemeenten
- Kawamoto
- Misato
- Onan

## Geschiedenis
- Op 1 oktober 2004 fuseerden de gemeenten Iwami en Mizuho en het dorp Hasumi tot de nieuwe gemeente Onan.
- Op 1 oktober 2004 smolten de gemeente Ochi en het dorp Daiwa samen tot de nieuwe gemeente Misato.
- Op 1 oktober 2004 werd de gemeente Sakurae aangehecht bij de stad Gotsu.

Subprefectuur:
Oki

Steden:
Gotsu · Hamada · Izumo · Masuda · Matsue (hoofdstad) · Oda · Unnan · Yasugi

Districten:
Iishi · Kanoashi · Nita · Ochi · Oki
Gemeenten per district